# 高密郡
高密郡（こうみつ-ぐん）は、中国にかつて存在した郡。南北朝時代から唐代にかけて、現在の山東省濰坊市一帯に設置された。

## 概要
秦代に置かれた膠西郡を前身とする。前漢の初年、斉国に属した。紀元前164年（文帝16年）、劉卬が膠西王となると、膠西国が置かれた。紀元前108年（元封3年）、膠西王劉端が死去すると、後嗣がなく、膠西国は廃止され、膠西郡と改められた。紀元前73年（本始元年）、広陵王劉胥の末子劉弘が高密王となり、膠西郡は廃止され、高密国が立てられた。高密国は青州に属し、高密・昌安・石泉・夷安・成郷の5県を管轄した。
37年（後漢の建武13年）、北海郡に編入された。
西晋の元康年間、隴西王司馬泰が高密王に改封されると、高密国が置かれた。高密国は黔陬・壮武・淳于・昌安・高密・平昌・営陵・安丘・広・劇・臨朐の11県を管轄した。
南朝宋のとき、高密郡は黔陬・淳于・高密・夷安・営陵・昌安の6県を管轄した。孝武帝のとき、北海郡に編入された。
北魏の延昌年間に再び高密郡が立てられ、高密郡は高密・夷安・黔陬・平昌・東武の5県を管轄した。529年（永安2年）、膠州が設置されると、高密郡は膠州に属した。
583年（開皇3年）、隋が郡制を廃すると、高密郡は廃止されて、膠州に編入された。585年（開皇5年）、膠州は密州と改められた。607年（大業3年）に州が廃止されて郡が置かれると、密州は高密郡と改称された。高密郡は諸城・郚城・安丘・膠西・高密・東莞・琅邪の7県を管轄した。
622年（武徳5年）、唐により高密郡は密州と改められた。742年（天宝元年）、密州は高密郡と改称された。758年（乾元元年）、高密郡は密州と改称され、高密郡の呼称は姿を消した。